# 1841年8月16日日食
1841年8月16日日食为一次在协调世界时1841年8月16日出現的日偏食。該次日食食分為0.4059。

## 概述
這次日食的食分是0.4059。

## 基本參數
- 類型：日偏食
- 食甚資料：
  - 日期：1841年8月16日
  - 時間：21時20分24秒
  - 地點：62S 158E
  - 食分：0.4059

## 外部連結
- NASA日食專頁（页面存档备份，存于）（英文）